# Metalectra pandama
Metalectra pandama là một loài bướm đêm trong họ Erebidae.